# Landkreis Danzig
Der Landkreis Danzig war von 1818 bis 1887 ein preußischer Landkreis in Westpreußen. Er umfasste das Umland der Stadt Danzig, die selbst nicht zum Landkreis gehörte. Während des Zweiten Weltkriegs war von 1939 bis 1945 nochmals ein Landkreis Danzig im Reichsgau Danzig-Westpreußen eingerichtet. Das Kreisgebiet gehört heute zur polnischen Woiwodschaft Pommern.

## Verwaltungsgeschichte

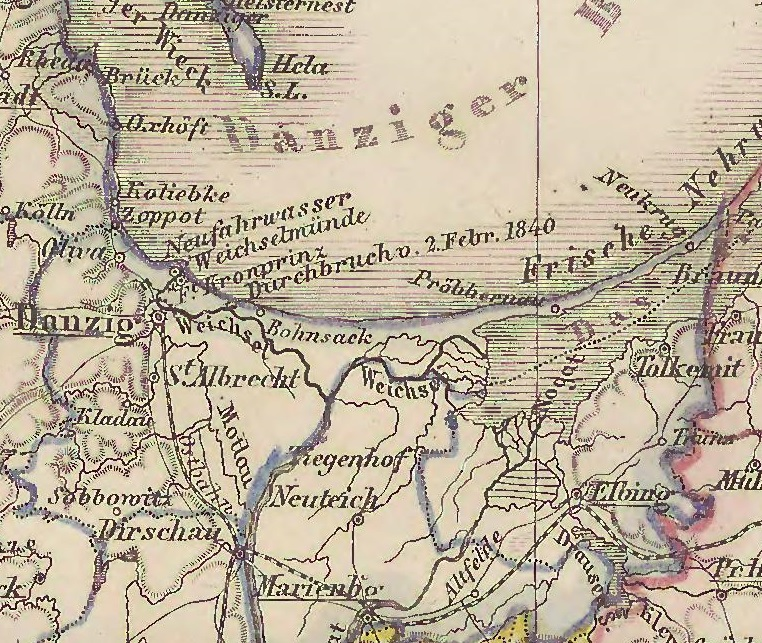
Der Landkreis Danzig im Jahr 1887

Die Provinz Westpreußen 1919
Regierungsbezirk Danzig
Regierungsbezirk Marienwerder

Die Stadt Danzig kam mitsamt ihrem Umland durch die zweite polnische Teilung 1793 an das Königreich Preußen. Durch die preußische Provinzialbehörden-Verordnung vom 30. April 1815 und ihre Ausführungsbestimmungen kam das Gebiet zum Regierungsbezirk Danzig der Provinz Westpreußen. Bei einer umfassenden Kreisreform im Regierungsbezirk Danzig wurden zum 1. April 1818 der Stadtkreis sowie der Landkreis Danzig gebildet.
Der Stadtkreis umfasste zunächst die Stadt Danzig und eine Reihe von umliegenden ländlichen Orten, darunter Altdorf, Emaus, Guteherberge, Heiligenbrunn, Hochstriess, Nobel, Ohra, Scharfenort, Strohdeich und Zigankenberg. Der Landkreis umfasste das weitere Umland von Danzig und erstreckte sich im Osten bis auf die Frische Nehrung. Durch eine Kabinettsorder wurden 1828 die 1818 zum Stadtkreis gelegten ländlichen Orte in den Landkreis umgegliedert, so dass der Stadtkreis Danzig seitdem nur noch aus der eigentlichen Stadt Danzig bestand.
Das Landratsamt war zunächst in Russoschin, wurde 1828 nach Praust und 1845 endgültig nach Danzig verlegt.
Vom 3. Dezember 1829 bis zum 1. April 1878 waren Westpreußen und Ostpreußen zur Provinz Preußen vereinigt, die seit dem 1. Juli 1867 zum Norddeutschen Bund und seit dem 1. Januar 1871 zum Deutschen Reich gehörte. Der Regierungsbezirk Danzig blieb dabei unverändert bestehen.
Der Landkreis Danzig gliederte sich 1871 in 130 Landgemeinden und 70 Gutsbezirke, die in Amtsbezirken zusammengefasst waren.
Durch das kontinuierliche Anwachsen der Bevölkerung im 19. Jahrhundert erwiesen sich einige Kreise in Westpreußen als zu groß und eine Verkleinerung erschien erforderlich. Zum 1. Oktober 1887 wurde der Landkreis Danzig aufgelöst. Aus dem westlichen Teil des Kreisgebiets wurde der Kreis Danziger Höhe und aus dem östlichen Teil der Kreis Danziger Niederung gebildet. Der südliche Teil des Landkreises kam zum neuen Kreis Dirschau.

## Politik

### Landräte
- 1818–184400Samuel von Treuge († 1844)
- 1844–185200Ferdinand Pustar (* 1792)[4]
- 1852–186200Wilhelm von Brauchitsch (1820–1884)[5]
- 1862–186500Ludwig Siehr (kommissarisch)
- 1865–186600Trotta von Treyden (kommissarisch)
- 1866–186700Hermann von Brandt (1828–1902)
- 1867–188700Archibald von Gramatzki (1837–1913)

### Wahlen
Im Deutschen Reich bildete das Gebiet des Landkreises Danzig in den Grenzen von 1871 den Reichstagswahlkreis Danzig 2. Die folgenden Abgeordneten wurden in diesem Wahlkreis in den Reichstag gewählt:
- 187100 Gustav von Diest, Konservative Partei
- 187400 Wilhelm Albrecht, Nationalliberale Partei
- 187700 Wilhelm Albrecht, Nationalliberale Partei
- 187800 Joseph Michalski, Zentrum
- 188100 Friedrich Wilhelm Landmesser, Zentrum
- 188400 Archibald von Gramatzki, Deutschkonservative Partei
- 188700 Archibald von Gramatzki, Deutschkonservative Partei
- 189000 Amandus Mey, Zentrum
- 189300 Paul Meyer, Freikonservative Partei
- 189800 Franz Doerksen, Freikonservative Partei
- 190300 Franz Doerksen, Freikonservative Partei
- 190700 Franz Doerksen, Freikonservative Partei
- 191200 Franz Doerksen, Freikonservative Partei

## Bevölkerung

### Einwohnerentwicklung
- 18210039.988
- 18310050.065
- 18520064.536
- 18610069.242
- 18710076.731

### Konfessionen
| Jahr | evangelisch | evangelisch | katholisch | katholisch | jüdisch | jüdisch |
| ---- | ----------- | ----------- | ---------- | ---------- | ------- | ------- |
| Jahr | absolut     | %           | absolut    | %          | absolut | %       |
| 1821 | 25.681      | 64,2        | 13.818     | 34,6       | 3       | 000,0   |
| 1852 | 40.926      | 63,4        | 23.018     | 35,7       | 84      | 000,1   |
| 1871 | 46.543      | 60,7        | 29.538     | 38,5       | 154     | 000,2   |

### Gemeinden
Im Jahr 1871 umfasste der Landkreis Danzig 130 Landgemeinden:
| - Altdorf - Bodenwinkel - Bohnsack - Bohnsackerweide - Bösendorf - Braunsdorf - Breitfelde - Brentau - Brösen - Bürgerwiesen-Sandweg - Conradshammer - Czattkau - Einlage - Emaus - Fischerbabke - Freienhuben - Gemlitz - Gischkau - Glabitsch - Glettkau - Gluckau - Gottswalde - Grebinerfeld - Grenzdorf - Groschkenkampe - Groß Plehnendorf - Groß Suckzin - Groß Trampken - Groß Walddorf - Groß Zünder - Guteherberge - Güttland - Haus- und Laschkenkampe | - Heiligenbrunn - Herzberg - Heubude - Hochstriess - Hochzeit - Hohenstein - Jetau - Junkeracker - Junkertroyl - Kahlberg - Käsemark - Kemnade - Kladau - Klein Bölkau - Klein Plehnendorf - Klein Saalau - Klein Suckzin - Klein Trampken - Klein Walddorf - Klein Zünder - Klempin - Kohling - Kowall - Krakau - Krakauerkampe - Krampitz - Kriefkohl - Landau - Langenau - Langfelde - Letzkau - Letzkauerweide - Löblau | - Mahlin - Meisterswalde - Mönchengrebin - Mönchengrebin Vorwerk - Müggenhahl - Mühlbanz - Narmeln - Nassenhuben - Neuendorf - Neufähr - Neukrug - Neunhuben - Nickelswalde - Nobel - Ohra - Oliva - Osterwick - Pasewark - Pietzkendorf - Poppau - Postelau - Praust - Prinzlaff - Pröbbernau - Quadendorf - Quadendorf Vorwerk - Rambeltsch - Ramkau - Reichenberg - Rosenberg - Rostau - Saspe - Scharfenberg | - Scharfenort - Schellingsfelde - Schiewenhorst - Schmerblock - Schnakenburg - Schönau - Schönbaum - Schönbaumerweide - Schönrohr - Schönwarling - Schüddelkau - Sperlingsdorf - Steegen - Steegnerwerder - Strohdeich - Stüblau - Stutthof - Trutenau - Trutenauerherrenland - Vogelsang - Vöglers - Wartsch - Weichselmünde - Weßlinken - Wonneberg - Wordel - Wossitz - Wotzlaff - Zigankenberg - Zipplau - Zugdam |

Zum Landkreis gehörten 1871 außerdem 70 Gutsbezirke.

## Landkreis Danzig im annektierten Freistaat Danzig 1939–1945

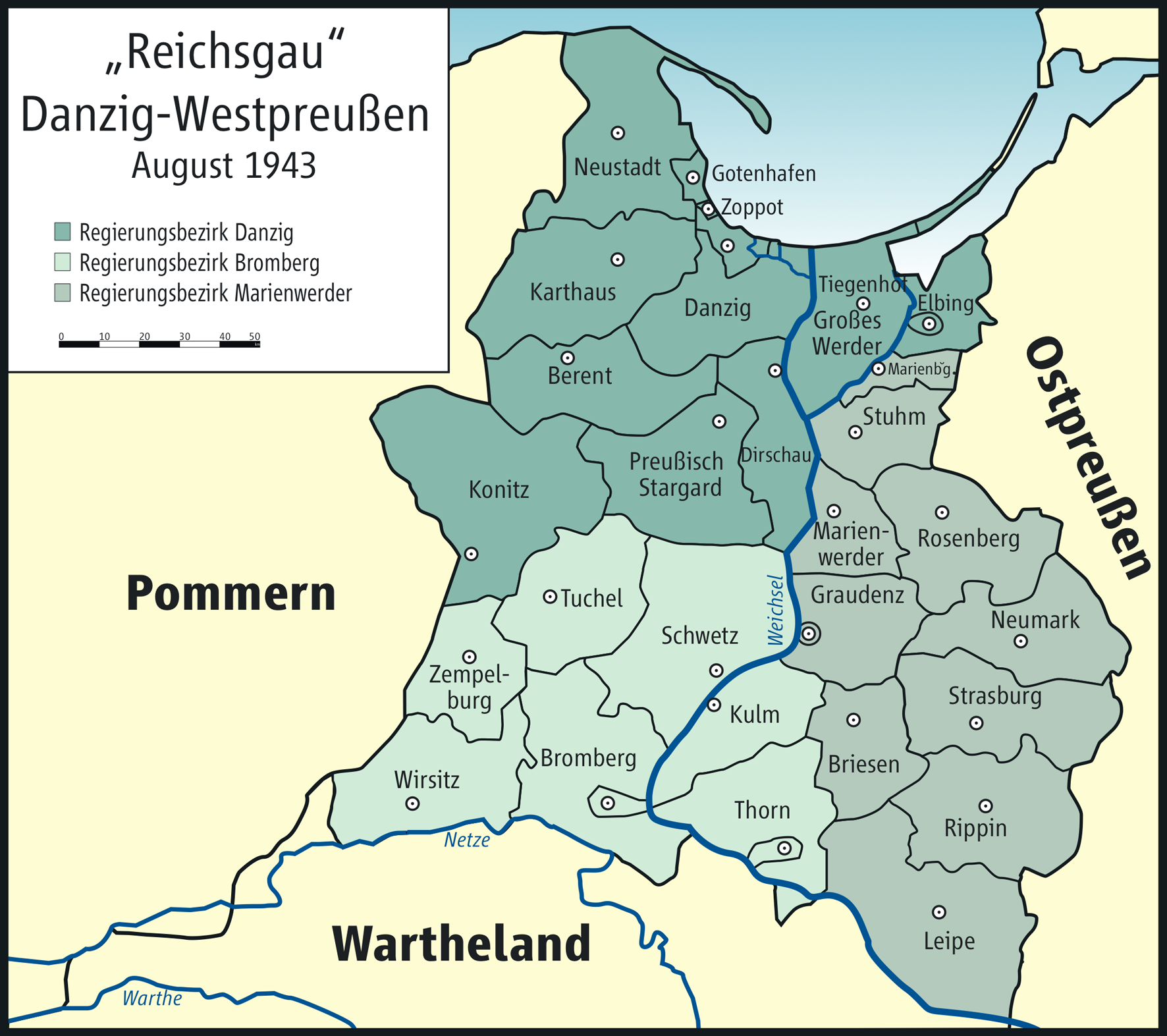
Reichsgau Danzig-Westpreußen (August 1943)

Nach dem Überfall auf Polen am 1. September 1939 wurden die beiden Landkreise Danziger Höhe und Danziger Niederung zusammen mit der Stadt Danzig vom Deutschen Reich annektiert und zum 26. November 1939 Teil des neugebildeten Reichsgaus Danzig-Westpreußen im wiedererrichteten Regierungsbezirk Danzig.
Am 1. Oktober 1939 wurde der östlich der Weichsel gelegene Teil des Landkreises Danziger Niederung mit dem Landkreis Großes Werder vereinigt. Zum 1. Dezember 1939 wurde ein neuer Landkreis Danzig mit dem Sitz der Verwaltung in Danzig gebildet. Landrat wurde Erwin Johst, der bisherige Landrat des Kreises Danziger Niederung. Der Landkreis Danzig umfasste das Gebiet der bisherigen Landkreise Danziger Höhe und Danziger Niederung (ohne Kreisgebiet östlich der Weichsel) und vorübergehend (1. Dezember 1939 bis 28. September 1940) unter Einschluss eines breiten Streifens mit elf polnischen Ortschaften aus dem pommerellischen Powiat Kościerski. Durch Verordnung vom 28. September 1940 wurde dieser Gebietstreifen rückwirkend zum 1. Dezember 1939 dem besatzungsamtlichen Landkreises Berent zugeordnet. Bei der letzten Gebietsänderung am 1. April 1942 wurde das Gebiet des Stadtkreises Danzig auf Kosten des Landkreises keilförmig nach Süden erweitert, so dass unter anderem die Gemeinde Praust Teil der Stadt Danzig wurde. Der Landkreis Danzig umfasste am 1. Januar 1945 117 Gemeinden und zwei Forstgutsbezirke.
In einigen Fällen wurden Ortsnamen als „nicht deutsch“ genug angesehen und erhielten eine lautliche Angleichung oder Übersetzung, zum Beispiel:
- Czapielken: Schaplitz
- Kowall: Schmiede
- Ostroschken: Osterholt
- Saskoschin: Sassenschön
- Schwintsch: Schwint
- Sobbowitz: Subitz
- Suckschin: Weiglesfeld

Im Frühjahr 1945 wurde das Kreisgebiet durch die Rote Armee besetzt. Im Sommer 1945 wurde das Kreisgebiet von der sowjetischen Besatzungsmacht gemäß dem Potsdamer Abkommen unter polnische Verwaltung gestellt. In der Folgezeit wurde die deutsche Bevölkerung größtenteils aus dem Kreisgebiet vertrieben.